# Lilaseidiger Risspilz
Der Lilaseidige Risspilz (Inocybe lilacina), auch Violetter Seidenrisspilz, ist ein relativ häufiger giftiger Pilz aus der Familie der Risspilzverwandten (Inocybaceae). Der Fruchtkörper ist klein, violettlich und mit ockerbräunlich gebuckeltem Hut.

## Merkmale

### Makroskopische Merkmale
Der Hut erreicht 1–4 cm an Durchmesser und ist zunächst konisch, bevor er sich zu einer gewölbten Form mit einem ausgeprägten Buckel ausbreitet. Die fasrig-seidige Oberfläche ist besonders jung violettlich, später ausblassend gefärbt mit ockerbräunlicher Färbung auf dem Buckel und an der Stielbasis. Die Hutränder sind jung vor dem Aufschirmen eingebogen und durch eine weiße Haarschleier-Teilhülle (Cortina) mit dem Stiel verbunden. Sie sind im Alter teils hochgebogen und können einreißen (→ „Risspilz“). Der dünne Stiel ist 1–6 cm hoch und 3–6 mm stark. Die Cortina hinterlässt keinen Ring. Die gedrängt stehenden Lamellen sind am Stiel angeheftet oder fast freistehend und jung cremefarben, bevor sie mit den reifenden Sporen zu einer bräunlichen, namengebenden Erd-Farbe ausdunkeln. Die Schneiden sind bauchig geformt und bleiben weißlich. Der Sporenpulverabdruck ist ockerbraun. Das Fleisch schmeckt schärflich. Der starke Geruch wurde mit Mehl oder Erde verglichen.

### Mikroskopische Merkmale
Die elliptischen bis mandelförmigen Sporen sind glatt und messen etwa 7–9 × 4–5,5 Mikrometer. Es sind zahlreich kristalltragende (metuloide), auf halber Länge geschwollene Pleurozystiden von 40–60 × 10–20 Mikrometern und ähnliche Cheilozystiden vorhanden.

## Artabgrenzung
Er könnte für den essbaren Violetten Lacktrichterling (Laccaria amethystina) gehalten werden, wobei diese Art einen faserigen Stiel und fruchtigen Geruch hat und keinen ockerfarbenen Buckel und auffällig entfernt stehende Lamellen aufweist.

## Verbreitung und Ökologie
Der Lilaseidige Risspilz ist in Europa und Nordamerika häufig und weitverbreitet. (Fundmeldungen aus Westaustralien für var. lilacina stellten sich als Inocybe violaceocaulis heraus.)
Er lebt in Mykorrhiza-Symbiosen in Laub- und Nadelwäldern.
Er fruchtet von Juni bis November an grasbewachsenen Stellen, nahe Pfaden oder Wasserläufen oder oft auf reichhaltiger, nackter Erde, die an Straßenrändern aufgewühlt wurde.

## Toxikologie
Wie viele Risspilze enthält der Lilaseidige Risspilz Muscarin. Die Symptome sind die einer Muscarin-Vergiftung, namentlich stark erhöhter Speichelfluss, Transpiration (Schwitzen), Pupillenverengung, verlangsamter Puls und tränende Augen innerhalb von 15 bis 30 Minuten nach Einnahme. Bei hohen Dosen können diese Symptome von Bauchschmerzen, heftiger Übelkeit, Erbrechen, Durchfall, verschwommener Sicht und Atemnot gefolgt sein. Die Vergiftungserscheinungen klingen im Allgemeinen innerhalb von zwei Stunden ab. Delirium tritt nicht auf. Das spezifische Gegenmittel ist Atropin. Durch das zeitnahe Einsetzen der Symptome ist auch das Herbeiführen von Erbrechen zum Entfernen von Pilzmaterial ratsam.
Todesfälle aufgrund des Verzehrs dieser Art sind nicht dokumentiert.
Der Pilz wird aufgrund seiner geringen Größe von Pilzsammlern oft nicht beachtet.

## Taxonomie
Er wurde und wird teils als die Varietät lilacina oder violacea des Erdblättrigen Risspilzes (Inocybe geophylla var. lilacina oder var. violacea) geführt. Phylogenetische Erbgut-Analysen zeigen aber eine klare Abgrenzung von Inocybe geophylla.